# هارولد غرين
هارولد غرين (بالإنجليزية: Harold Green)‏ هو لاعب كرة قدم أمريكية أمريكي، ولد في 29 يناير 1968 في لادسون في الولايات المتحدة.

## وصلات خارجية
- هارولد غرين على موقع مرجع كرة القدم المحترفة.كوم (الإنجليزية)